# Christian Kruse
Christian (Karsten) Kruse, född 9 augusti 1753 i Hiddigwarden, Oldenburg, död 4 januari 1827 i Leipzig, Sachsen, var en tysk historiker; far till Friedrich Karl Hermann Kruse.
Kruse var från 1812 professor i historiska hjälpvetenskaper vid universitetet i Leipzig. Hans främsta verk är Atlas zur Uebersicht der Geographie und Geschichte der europäischen Staaten (fyra häften 1804–1812, sjätte upplagan 1841).